# Boujemaa Benkhrif
Boujemaa Benkhrif (in arabo بوجمعة بنخريف‎?; 1947) è un ex calciatore marocchino, di ruolo difensore.

## Carriera
Partecipò con la nazionale del Marocco  al mondiale 1970, giocò inoltre per il Kénitra Athlétic Club.

## Palmarès

### Club

#### Competizioni nazionali
- Campionato marocchino: 2

Kenitra: 1972-1973, 1980-1981
- Botola 2: 1

Kenitra: 1975-1976